# Аббасов, Джафархан Аббас оглы
Джафархан Аббас оглы Аббасов (азерб. Cəfərxan Abbas oğlu Abbasov; 1903 год, Нахичеванский уезд — 29 августа 1965 года, Ильичевский район) — советский азербайджанский хлопковод, Герой Социалистического Труда (1950).

## Биография
Родился в 1903 году в селе Тазакенд Нахичеванского уезда Эриванской губернии (ныне Кенгерлинский район Нахичеванской АР Азербайджана). 
Трудился на колхозе имени Мясникова (позже имени Горького) Норашенского района, позже звеньевой на этом же колхозе. В 1949 году получил урожай хлопка 66,5 центнеров с гектара на площади 7 гектаров.
Указом Президиума Верховного Совета СССР от 17 июня 1950 года за успехи в развитии сельского хозяйства Аббасову Джафархану Аббас оглы присвоено звание Героя Социалистического Труда с вручением ордена Ленина и золотой медали «Серп и Молот».
Скончался 29 августа 1965 года в селе Огланкала Ильичевского района Нахичеванской АССР (ныне Шарурский район).